# Altes Schloss Kißlegg

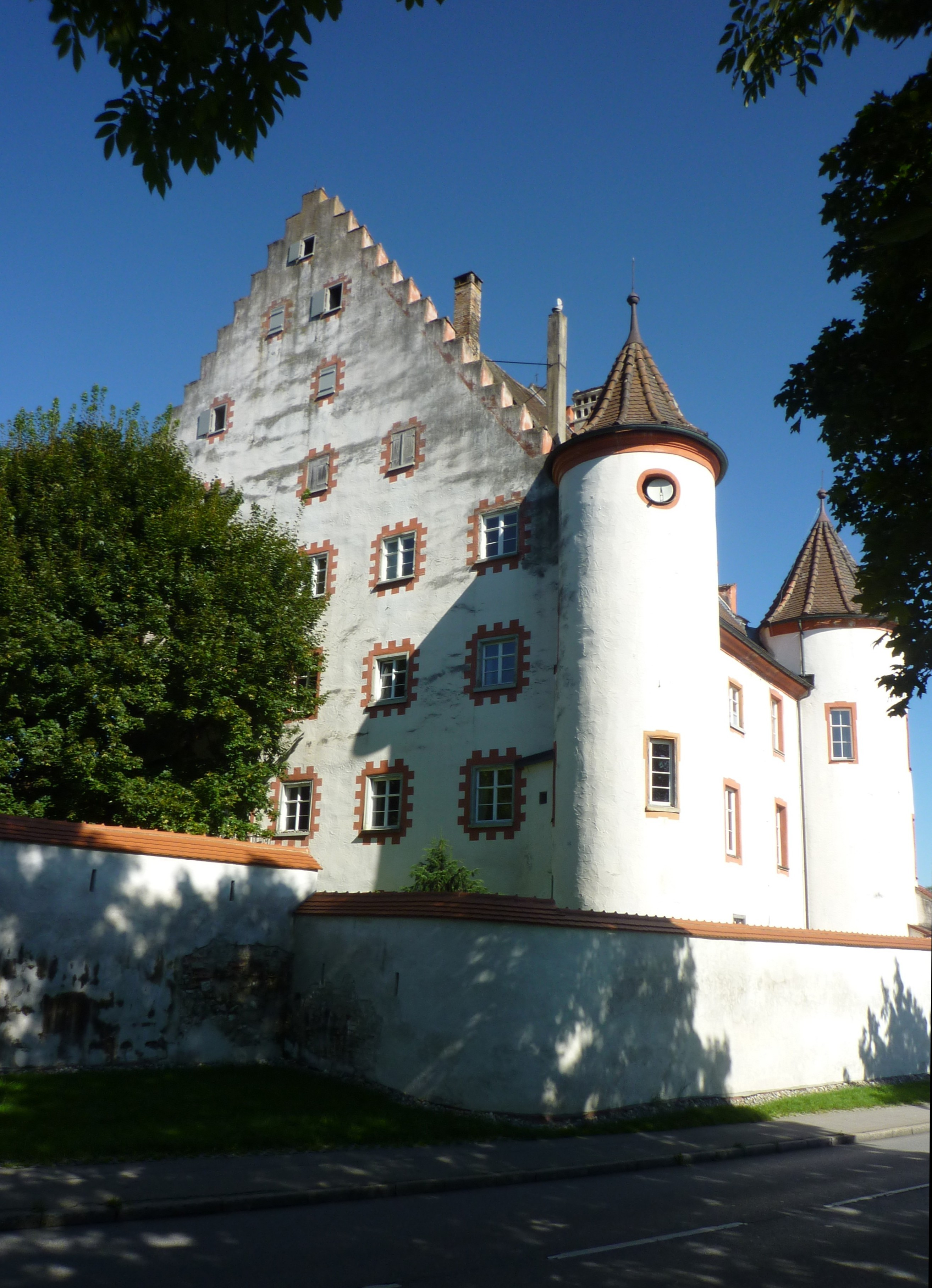
Altes Schloss Kißlegg

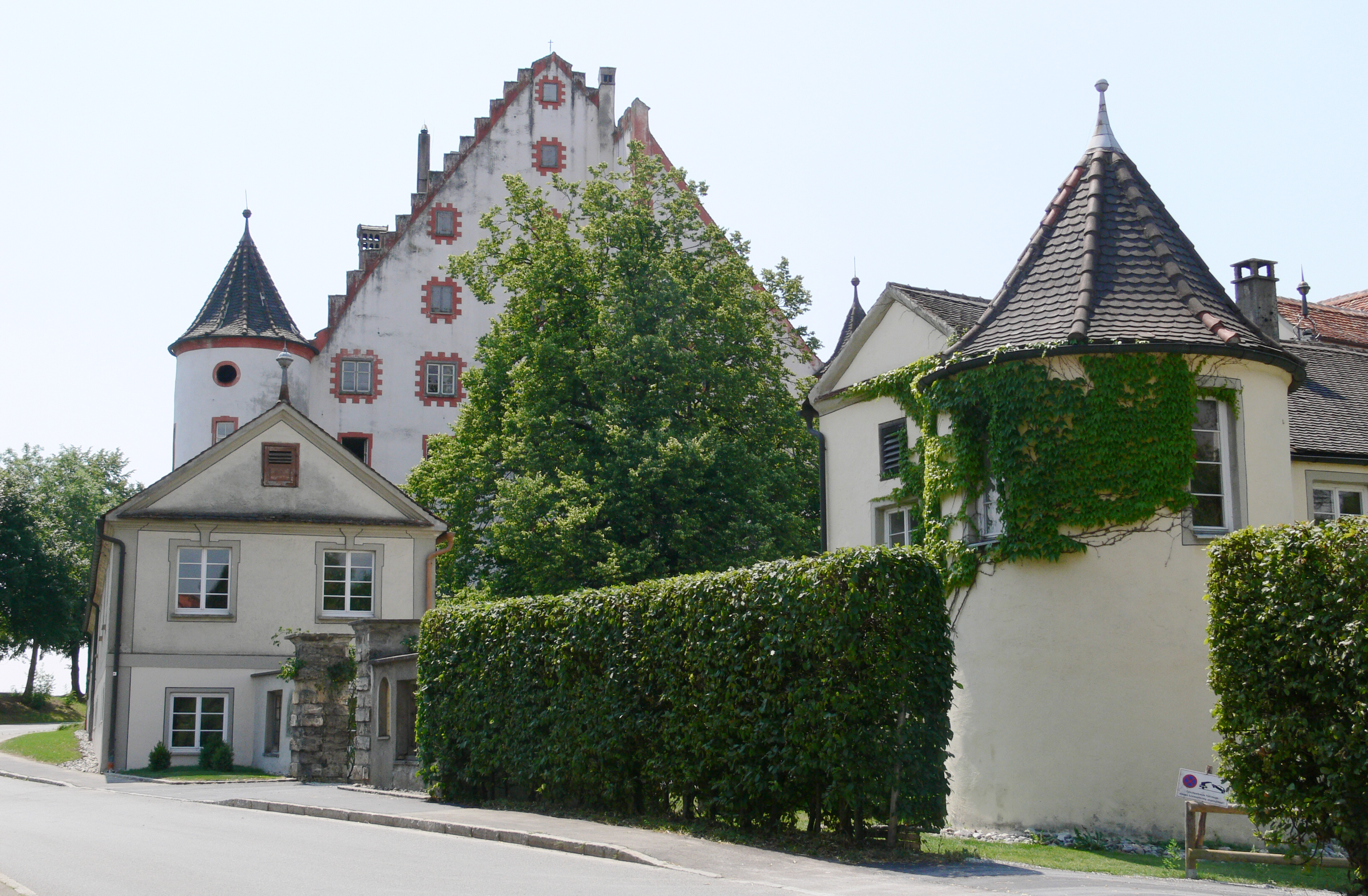

Das Alte Schloss Kißlegg ist ein im 16. Jahrhundert unter den Herren von Schellenberg erbautes Schloss in Kißlegg im Landkreis Ravensburg. Anfang des 18. Jahrhunderts kam es an die Grafen von Waldburg-Wolfegg, in deren Besitz es sich heute immer noch befindet.
Die Denkmalstiftung Baden-Württemberg ernannte das Alte Schloss zum Denkmal des Monats Juli 2016.

## Geschichte

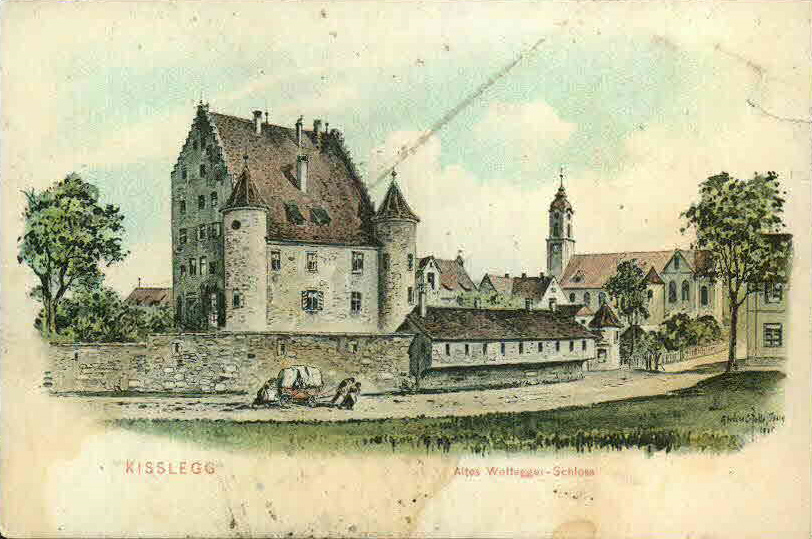
Ansicht des Schlosses, Postkarte von Eugen Felle, 1905

Das Schloss wurde vermutlich um 1560 von Hans Ulrich von Schellenberg anstelle einer mittelalterlichen Burg erbaut. Durch Heirat kam das Schloss im Jahr 1708 an die Grafen von Waldburg-Wolfegg. Ferdinand Ludwig von Waldburg-Wolfegg und seine Gemahlin Maria Anna ließen 1717 bis 1721 von Johann Georg Fischer das Schloss innen neu ausstatten und wahrscheinlich auch die vorgelagerten Ökonomiegebäude errichten. Im Jahr 1950 wurde am Schloss Restaurierungsarbeiten vorgenommen, bei denen Wandfresken in einem der Rundtürme aufgedeckt wurden.

## Beschreibung
Das Schloss besteht aus einem dreistöckigen quadratischen Bau mit asymmetrischen Staffelgiebel, in den an der nordwestlichen Seite ein rechteckiger Anbau mit Pultdach einspringt. An der südwestlichen, südöstlichen und nordwestlichen Ecke des Gebäudes befindet sich je ein runder Turm mit Kegeldach. Der Turm an der nordöstlichen Seite wurde als Treppenturm, die anderen beiden zur Vergrößerung des Wohnraums genutzt. Die Innenräume sind größtenteils mit Stuck von Antoni Frast ausgeschmückt, der aus der Zeit des Innenausbaus 1717 bis 1721 stammt. Im Nordostturm befinden sich 1950 freigelegte Wandfresken, die biblische Themen zeigen. Zum Schloss gehören ein als Englischer Garten angelegter Park und mehrere Wirtschaftsgebäude, die mit dem Schloss einen fast rechteckigen Hof bilden. Zu den Wirtschaftsgebäuden gehören zwei Schüttgebäude, mehrere Ställe und ehemalige Dienstwohnungen.